# 윤두준
윤두준(1989년 7월 4일 ~ )은 대한민국의 가수이자 배우이다. 보이그룹 하이라이트의 리더, 보컬을 맡고 있다.

## 학력
- 주엽초등학교
- 한수중학교
- 중산고등학교
- 동신대학교(졸업)
- 경희대학교 대학원 포스트모던음악학과

## 음반 목록
피처링
- 2011년 양파 〈본 아뻬띠〉
- 2011년 이루펀트 〈키덜트〉
- 2021년 mc gree 〈봄이 가져가서〉

## 출연 작품

### 드라마
| 연도                          | 방송사                       | 제목                               | 역할       | 비고     |
| ----------------------------- | ---------------------------- | ---------------------------------- | ---------- | -------- |
| 2010                          | MBC                          | 일일시트콤 《볼수록 애교만점》     | 윤두준     | 특별출연 |
| 2010                          | MBC                          | 일일시트콤 《몽땅 내 사랑》        | 윤두준     | 210부작  |
| 2011                          | MBC                          | 일일시트콤 《몽땅 내 사랑》        | 윤두준     | 210부작  |
| 주말연속극 《천 번의 입맞춤》 | MBC                          | 윤기준                             | 특별출연   |          |
| 주말연속극 《천 번의 입맞춤》 | MBC                          | 윤기준                             | 특별출연   | 2012     |
| JTBC                          | 일일시트콤 《청담동 살아요》 | 윤두준                             | 특별출연   |          |
| 2013                          | KBS2                         | 수목드라마 《아이리스 2》          | 서현우     | 20부작   |
| 2013                          | tvN                          | 목요드라마 《식샤를 합시다》       | 구대영     | 16부작   |
| 2014                          | tvN                          | 목요드라마 《식샤를 합시다》       | 구대영     | 16부작   |
| 2015                          | tvN                          | 월화드라마 《식샤를 합시다 2》     | 구대영     | 18부작   |
| 2015                          | MBC                          | 창사54주년특집극 《퐁당퐁당 Love》 | 이도(세종) | 2부작    |
| 2016                          | tvN                          | 월화드라마 《싸우자 귀신아》       | 구대영     | 특별출연 |
| 2017                          | tvN                          | 월화드라마 《이번 생은 처음이라》  | 오스카     | 특별출연 |
| 2018                          | KBS2                         | 월화드라마 《라디오 로맨스》       | 지수호     | 16부작   |
| 2018                          | tvN                          | 월화드라마 《식샤를 합시다 3》     | 구대영     | 14부작   |
| 2022                          | ENA                          | 수목드라마 《구필수는 없다》       | 정석       | 16부작   |

### 영화
- 2012년 영화 《가문의 영광5-가문의 귀환》 ... 장영민 역
- 2013년 영화 《아이리스 2: 더 무비》 ... 서현우
- 2022년 영화 《정직한 후보 2》
- 2024년 영화 《하이라이트: 라이츠 고온, 어게인 인 시네마》

### 예능 프로그램
| 연도              | 방송사                        | 제목                          | 비고              |
| ----------------- | ----------------------------- | ----------------------------- | ----------------- |
| 2008              | Mnet                          | 《열혈남아》                  |                   |
| 2009              | MBC                           | 《일요일 일요일 밤에 - 단비》 |                   |
| 2010              | MBC                           | 《일요일 일요일 밤에 - 단비》 |                   |
| 《여배우의 집사》 | MBC                           | 파일럿                        |                   |
| 2011              | JTBC                          | 《뮤직 온 탑》                | 진행              |
| 2012              | JTBC                          | 《뮤직 온 탑》                | 진행              |
| 2014              | KBS2                          | 《우리동네 예체능》           | 축구 편           |
| 2015              | tvN                           | 《내친구와 식샤를 합시다》    |                   |
| 2015              | SBS                           | 《정글의 법칙 in 사모아》     |                   |
| 2016              | MBC                           | 《무한도전》                  | 473회 게스트      |
| 2017              | JTBC                          | 《뭉쳐야 뜬다》               | 스위스 편         |
| 2017              | tvN                           | 《편의점을 털어라》           | 진행              |
| 2017              | tvN                           | 《집밥 백선생 3》             |                   |
| 2020              | JTBC                          | 《뭉쳐야 찬다》               | 게스트            |
| 2020              | KBS2 • 디스커버리 채널 코리아 | 《땅만빌리지》                | 고정출연          |
| 2021              | KBS2 • 디스커버리 채널 코리아 | 《땅만빌리지》                |                   |
| 2023              | KBS2                          | 《신상출시 편스토랑》         | 게스트            |
| 2023              | 티빙                          | 《만찢남》                    | 6.7회             |
| 2023              | 문화방송                      | 《구해줘! 홈즈》              | 이기광과 동반출연 |
| 2024              | 유튜브                        | 《라면꼰대 시즌5》            | 게스트            |
| 2025              | 유튜브                        | 《집대성》                    | 게스트            |

### 뮤직 비디오
- 2010년 G.NA 〈꺼져줄게 잘살아〉

### 라디오
- 2010년 MBC FM4U 《윤두준, 아이유의 친한친구》(임시 DJ)
- 2010년 SBS 파워FM 《파워FM 쿨뮤직》(일일 DJ)
- 2020년 MBC FM4U 《정오의 희망곡》

### 광고
- 2010년 '버커루 진' 모델
- 2014년 농심 '태풍냉면'
- 2014년 K리그 홍보대사
- 2015년 K리그 홍보대사
- 2017년 크린토피아
- 2021년 맥도날드

## 수상 및 후보
| 연도 | 시상식                     | 부문                   | 작품            | 비고 |
| ---- | -------------------------- | ---------------------- | --------------- | ---- |
| 2010 | MBC 방송연예대상           | 코미디부문 남자 신인상 | 몽땅 내 사랑    | 수상 |
| 2013 | 제6회 코리아 드라마 어워즈 | 남자 신인상            | 아이리스 2      | 후보 |
| 2016 | tvN10 어워즈               | 로코 킹                | 식샤를 합시다 2 | 후보 |